# Alton (Indiana)
Alton é uma cidade  localizada no estado americano de Indiana, no Condado de Crawford.

## Demografia
Segundo o censo americano de 2000, a sua população era de 53 habitantes. 
Em 2006, foi estimada uma população de 55, um aumento de 2 (3.8%).

## Geografia
De acordo com o United States Census Bureau tem uma área de 0,5 km², dos quais 0,4 km² cobertos por terra e 0,1 km² cobertos por água. Alton localiza-se a aproximadamente 130 m acima do nível do mar.

## Localidades na vizinhança
O diagrama seguinte representa as localidades num raio de 28 km ao redor de Alton. 